# Johann von Hiller

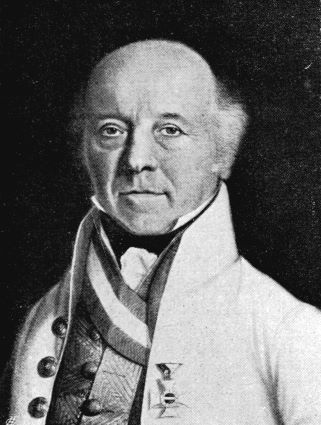
Johann von Hiller

Johann Freiherr von Hiller (Reggio, 10 juni 1754 – Lemberg, 5 juni 1819) was een Oostenrijks generaal die vocht in de Slag bij Aspern-Essling.

## Jeugd
Johann von Hiller werd geboren als zoon van een kolonel die het bevel voerde over Brody. Op 15 jaar ging hij als cadet bij het 8e infanterieregiment. In 1783 werd hij luitenant.

## Turkenoorlogen
Als kapitein van het grensregiment van Warasdin vocht hij in de Turkenoorlogen onder Ernst Gideon von Laudon. Hij werd majoor en dan luitenant-kolonel.
Voor de bestorming van Novi Grad in 1788 ontving hij de Orde van Maria-Theresia.
Hij belegerde in 1789 Gradiška en werd kolonel. In 1790 benoemde Laudon hem tot zijn aide-de-camp. Vanaf 1794 was hij generaal-majoor.

## Franse revolutionaire oorlogen
In 1796 voerde hij het bevel over een brigade van het Rijnleger. Tot 1801 vocht hij in de Nederlanden, Italië en Duitsland tegen de Fransen. In de slag bij Zürich in 1799 liep hij een beenwonde op en sindsdien mankte hij.
In 1805 was hij bevelvoerend generaal te Tirol en Vorarlberg. Na de Slag bij Ulm kreeg hij opdracht om zich bij de hoofdmacht van aartshertog Karel van Oostenrijk-Teschen te voegen. Daartoe trok hij terug naar Südsteiermark.

## Napoleon
Bij begin van de Vijfde Coalitieoorlog in 1809 voerde hij het 6e legerkorps van aartshertog Karel aan. Hij kreeg uiteindelijk alle troepen in Beieren en Opperoostenrijk onder zijn bevel.
Op 20 april viel Napoleon hem aan bij Landshut en hij moest zich terugtrekken.
Op 24 april versloeg hij in de Slag bij Neumarkt-Sankt Veit de Fransen onder Jean-Baptiste Bessières.
Hij trok langs Burghausen terug naar Linz.
Op 3 mei vocht hij tegen André Masséna in de Slag bij Ebelsberg.
In de Slag bij Aspern-Essling op 21 en 22 mei voerde hij de rechtervleugel aan.
Voor de Slag bij Wagram kreeg hij onenigheid met aartshertog Karel en legde hij wegens een “plotse en zware ziekte” het bevel neer.

## Bevrijdingsoorlogen
In de Duitse bevrijdingsoorlog van 1816 kon hij het sterkere leger van Eugène de Beauharnais over Tarvis en Vicenza terugdrijven tot Verona.
In 1819 stierf hij na een lange ziekte.
- Gemeinsame Normdatei: 11870494X
- Nationale Bibliotheek van Polen: a0000003671171
- Virtual International Authority File: 67260162
- WorldCat: E39PBJp67PrJFg8dGbVm3QfTHC